# Јужна Савонија
Јужна Савонија (фин. Etelä-Savo, швед. Södra Savolax) је округ у Финској, у југоисточном делу државе. Седиште округа је град Микели, а значајан је и град Савонлина.

## Положај округа
Округ Јужна Савонија се налази у југоисточном делу Финске. Њега окружују:
- са севера: Округ Северна Савонија,
- са истока: Округ Северна Карелија,
- са југа: Округ Јужна Карелија,
- са југозапада: Округ Кименска Долина,
- са запада: Округ Пејенска Тавастија,
- са северозапада: Округ Средишња Финска.

## Природне одлике
Рељеф: Округ припада историјској области Савонији, где чини њену јужну половину. У округу Јужна Савонија преовлађују равничарска подручја, надморске висине 75-150 м.
Клима у округу Јужна Савонија влада оштра Континентална клима.
Воде: Јужна Савонија је унутаркопнени округ Финске. Међутим, у оквиру округа постоји низ ледничких језера, од којих је највеће Сајма на југу (највеће у држави). Велика су и језера Пула и Кивеси.

## Становништво
По подацима 2011. године у округу Јужна Савонија живело је преко 150 хиљаде становника. Од 2000. године број становника у округу је опао за око 5%.
Густина насељености у округу је свега 11 становника/км², што је осетно мање од државног просека (16 ст./км²). Јужни део округа је знатно боље насељен од северног.
Етнички састав: Финци су до скора били једино становништво округа, али се последњих деценија овде населио и мањи број усељеника, посебно Руса из оближњих области Русије.

## Општине и градови
Округ Јужна Савонија има 12 општина, од којих 3 носе звање града (означене задебљаним словима). То су:
| - Енонкоски - Јува - Кангаснијеми - Ментихарју - Микели | - Пертунма - Пијексемеки - Пумала - Рантасалми - Савонлина | - Сулкава - Хирвенсалми |

Градска подручја са више од 10 хиљада становника су:
- Микели - 36.000 становника,
- Савонлина - 24.000 становника,
- Пијексемеки - 15.000 становника.